# Абевил ла Ривјер
Абевил ла Ривјер (фр. Abbéville-la-Rivière) је насељено место у Француској у региону Париски регион, у департману Есон.
По подацима из 2011. године у општини је живело 279 становника, а густина насељености је износила 18,58 становника/km².

## Демографија
| 1962. | 1968. | 1975. | 1982. | 1990. | 2011. |
| ----- | ----- | ----- | ----- | ----- | ----- |
| 185   | 190   | 190   | 213   | 233   | 279   |